# Kledung Kradenan
Kledung Kradenan is een bestuurslaag in het regentschap Purworejo van de provincie Midden-Java, Indonesië. Kledung Kradenan telt 3830 inwoners (volkstelling 2010).